# 입술

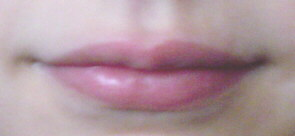
입술의 모습.

입술(중세 한국어: 입시울)이란 인간이나 여러 동물들에서 발견할 수 있는 입의 가장 바깥 부분에 노출된 신체 기관을 의미한다. 구문(口吻) 또는 구순(口脣)이라고도 한다. 입의 위쪽과 아래쪽에 바깥으로 돌출되어 나와 있으며 부드럽고 움직일 수 있다. 주로 음식을 먹을 때 사용하지만, 촉각을 느낄 수도 있으며 말을 할 때 조음 기관으로서 사용되기도 하고, 키스할때도 사용된다.
위턱에 바깥쪽으로 돌출되어 있는 입술을 윗입술 또는 상순(上脣)이라 하며, 아래턱에 바깥쪽으로 돌출되어 있는 입술을 아랫입술 또는 하순(下脣)이라 한다.

## 구조
윗입술(Labium superius oris)과 아랫입술(Labium inferius oris)로 구성된다. 입술이 입 주변 피부와 만나는 지점을 주홍 경계선이라고 하며, 경계 안의 일반적으로 붉은색을 띠는 부분을 주홍 경계라고 한다. 윗입술의 주홍색 테두리는 큐피드의 활로 알려져 있다. 윗입술 중앙에 위치한 다육질의 돌기는 결절 형태이다. 프로체일론에서 비중격까지 이어지는 세로 홈을 인중이라고 한다.
입술 피부는 3~5개의 세포층으로 이루어져 있으며 최대 16개의 세포층으로 이루어진 일반적인 얼굴 피부에 비해 매우 얇는다. 피부색이 밝은 경우 입술 피부에는 멜라닌 세포(피부에 색을 부여하는 멜라닌 색소를 생성하는 세포)가 더 적다. 이로 인해 입술 피부를 통해 혈관이 나타나 눈에 띄게 붉은 색을 띠게 된다. 피부색이 어두울수록 이 효과는 눈에 띄지 않는다. 이 경우 입술 피부에 멜라닌이 더 많이 포함되어 시각적으로 더 어두워지기 때문이다. 입술의 피부는 얼굴의 외부 피부와 입 안쪽의 내부 점막 사이의 경계를 형성한다.
입술 피부에는 털이 없고 땀샘도 없다. 따라서 피부를 매끄럽게 유지하고 병원균을 억제하며 체온을 조절하는 땀과 체유의 일반적인 보호층이 없다. 이러한 이유로 입술은 더 빨리 건조해지고, 더 쉽게 트게 된다.
아랫입술은 첫 번째 인두궁의 가지인 하악 돌기에서 형성된다. 아랫 입술은 하악의 앞쪽 몸체를 덮는다. 이는 하순 하강근에 의해 낮아지고 안륜근은 아래쪽으로 경계를 이룬다.
윗입술은 상악 몸체의 앞쪽 표면을 덮는다. 상반신은 일반적인 피부색을 띠고 중앙에 비강 중격 바로 아래 인중이라는 오목한 부분이 있는 반면, 하반신은 눈에 띄게 다른 붉은색 피부색을 띠고 있다. 입 안쪽의 색과 유사하며, 버밀리온이라는 용어는 윗입술이나 아랫입술의 착색된 부분을 나타낸다.
이는 상순올림근에 의해 올라가며 입술 자체의 얇은 안감에 의해 아랫입술과 연결된다.
윗입술의 주홍색이 얇아지고 인중이 편평해지는 것은 임신 중 산모의 알코올 섭취로 인해 평생 장애가 되는 태아 알코올 증후군의 두 가지 안면 특징이다.

## 기능

### 음식 섭취
자체 근육과 경계 근육이 있기 때문에 입술이 쉽게 움직일 수 있다. 입술은 음식을 담거나 입에 넣는 등 식사 기능에 사용된다. 또한 입술은 입을 꼭 다물고, 음식과 음료를 안에 담아두며, 원하지 않는 물건이 들어오지 못하게 하는 역할을 한다. 입술로 좁은 깔대기를 만들어 입의 흡입력을 높인다. 이러한 흡입은 아기가 모유 수유를 하는 데 필수적이다. 입술은 액체를 마시기 위해 빨대를 빨아들이는 등 다른 상황에서도 빨아들이는 데 사용될 수 있다.

### 조음
입술은 다양한 소리(주로 순음, 양순, 순치 자음 및 모음 반올림)를 생성하는 역할을 하므로 언어 장치의 중요한 부분이다. 입술은 휘파람을 불고 트럼펫, 클라리넷, 플루트, 색소폰과 같은 관악기를 연주할 수 있게 해준다. 청력 상실이 있는 사람들은 실제 소리를 인식할 필요 없이 말을 이해하기 위해 무의식적으로 또는 의식적으로 입술 읽기를 할 수 있으며, 입술의 시각적 단서는 들리는 소리에 대한 인식에 영향을 준다.

### 촉각기관
입술에는 많은 신경 말단이 있으며 촉각 감각의 일부로 반응한다. 입술은 촉감, 따뜻함, 차가움에 매우 민감하다. 따라서 아기와 유아가 알 수 없는 물체를 탐색하는 데 중요한 도움이 된다.

### 성감대
입술은 신경말단의 수가 많기 때문에 성감대이다. 그러므로 입술은 키스와 기타 친밀한 행위에서 중요한 역할을 한다.
여성의 입술은 또한 그녀의 다산을 눈에 띄게 표현한다. 인간 매력의 과학에 대해 수행된 연구에서 심리학자들은 여성의 얼굴과 성적 매력이 사춘기 및 발달 과정의 호르몬 구성과 밀접하게 연관되어 있다는 결론을 내렸다. 남성의 얼굴 구조에 대한 테스토스테론의 효과와는 반대로, 여성의 에스트로겐 수준의 효과는 사춘기와 최종 성숙기 동안 상대적으로 "어린아이 같고" 젊은 얼굴 구조를 유지하는 역할을 한다. 여성의 에스트로겐 수치가 높을수록 눈이 커지고 입술이 도톰해지며 더 여성스러워 보이는 특징이 있는 것으로 나타났다. 성적 심리학자들이 수행한 설문 조사에서는 보편적으로 남성들이 여성의 도톰한 입술이 그렇지 않은 입술보다 성적으로 더 매력적이라고 생각하는 것으로 나타났다. 따라서 여성의 입술은 남성에게 성적으로 매력적이다. 이는 여성의 건강과 생식능력을 나타내는 생물학적 지표이다. 여성의 립스틱은 여성이 실제 보유하고 있는 것보다 더 많은 에스트로겐을 함유하고 있어 여성이 더 생식력이 있고 매력적이라는 착각을 만들어 이러한 사실을 이용하려고 한다.
입술 크기는 남성과 여성 모두의 성적 매력과 관련이 있다. 여성들은 중간 크기에 너무 크거나 작지 않은 남성적인 입술을 가진 남성에게 매력을 느낀다. 그들은 견고하고 감각적이어야 한다. 일반적으로 연구자들은 작은 코, 큰 눈, 풍만한 입술이 남성과 여성 모두에게 성적으로 매력적이라는 것을 발견했다. 입술은 혈액 충혈로 인해 성적 흥분 중에 일시적으로 부어오를 수 있다.

### 표정
입술은 얼굴 표정에 상당한 영향을 미친다. 입술은 각각 위로 열린 포물선 또는 아래로 열린 포물선을 형성하는 입술의 곡선을 통해 상징적으로 미소나 찡그린 얼굴과 같은 감정을 눈에 띄게 표현한다. 징징거릴 때 입술을 퉁퉁 부거나 도발적으로 표현하기 위해 입술을 퉁퉁 부을 수도 있다.

## 사회와 문화
입술은 종종 관능미와 성욕의 상징으로 간주된다. 이것은 많은 기원을 가지고 있다. 무엇보다도 입술은 매우 민감한 성감각 및 촉각 기관이다. 더욱이 세계의 많은 문화권에서 여성의 입과 입술은 외음부와의 대표적인 연관성과 여성의 2차 성기로서의 역할 때문에 가려져 있다.
입의 일부로서 입술은 음식을 섭취하는 구멍인 입과 관련된 상징과도 연관된다. 입술은 또한 상징적으로 신생아 심리학과 연결된다.
미용상의 이유로 입술 피어싱이나 입술 확대술을 시행하는 경우도 있다. 입술에 사용하도록 고안된 제품에는 립스틱, 립글로스, 립틴트, 립밤이 포함된다.

## 같이 보기
- 립스틱
- 립글로스
- 립틴트
- 립밤